# Petrovice (Příbram)
Petrovice è un comune della Repubblica Ceca facente parte del distretto di Příbram, in Boemia Centrale.

## Galleria d'immagini

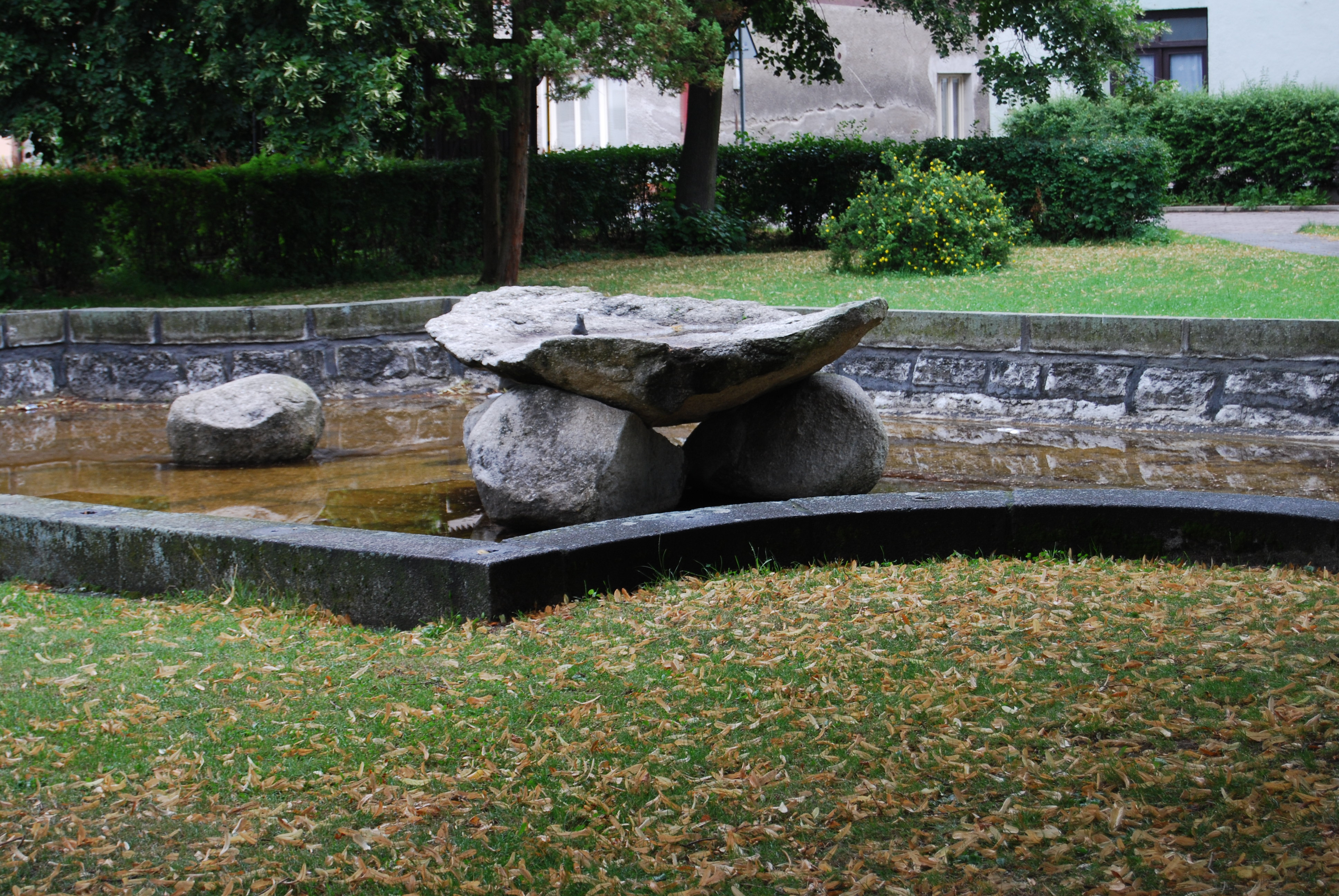
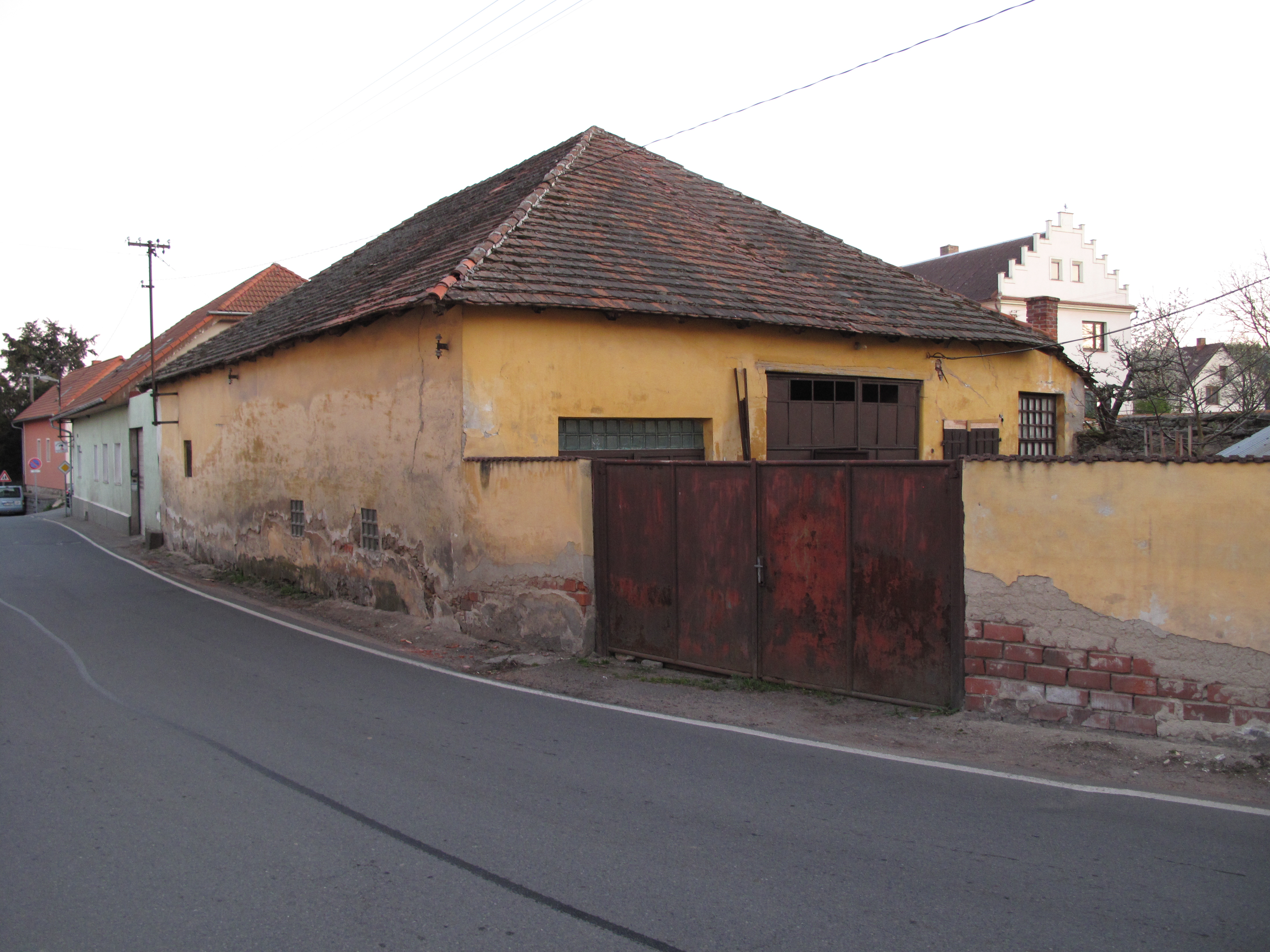
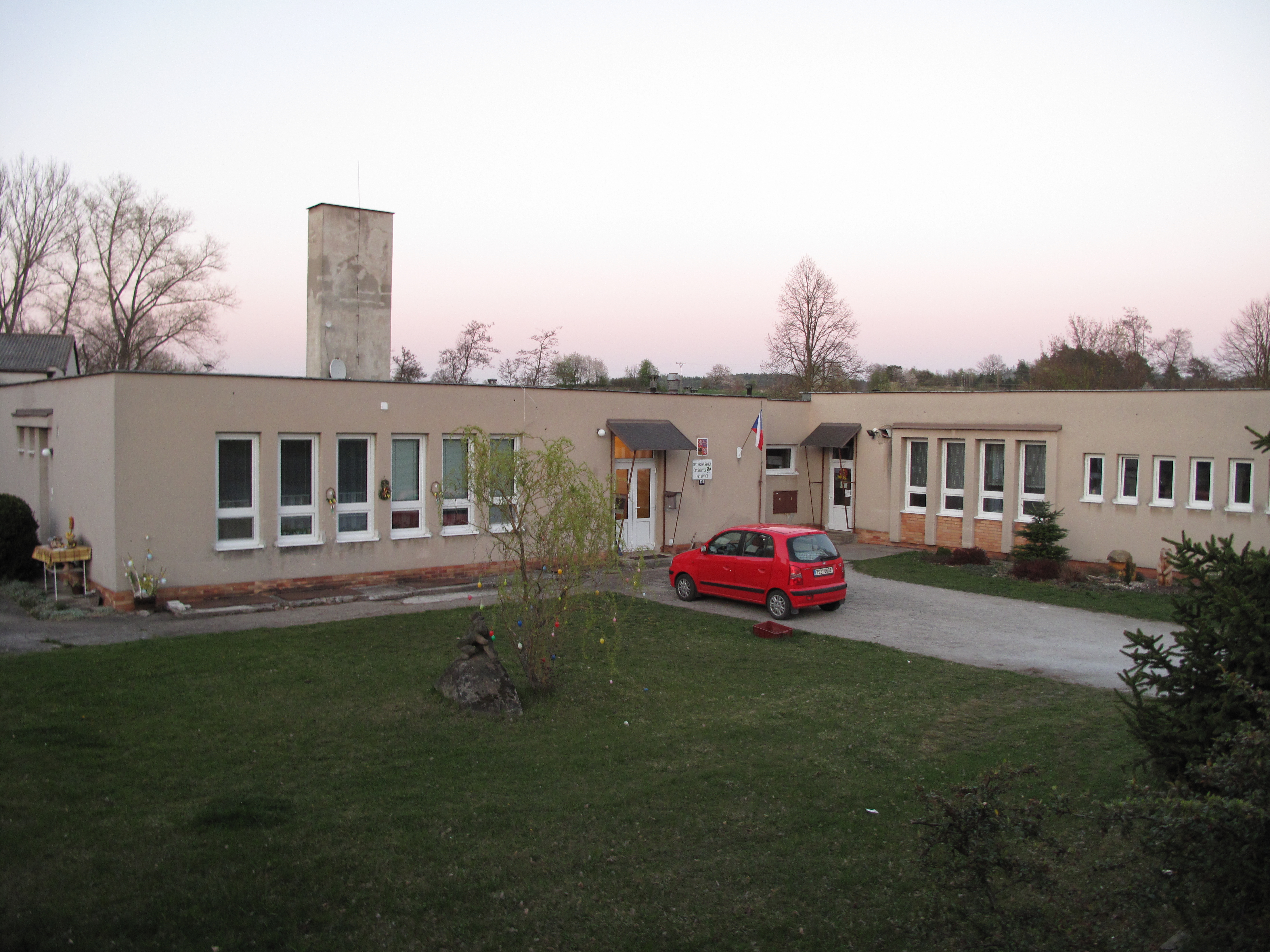